# 산촌공작대

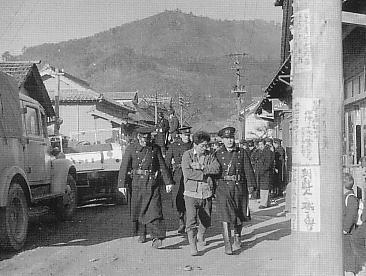
체포된 산촌공작대의 투사

산촌공작대(일본어: 山村工作隊 산손코사쿠타이[*])는 1950년에 일본공산당이 조직한 농촌유격대로 일본의 사회주의 혁명을 목표로 미군정 당국과 일본 정부에 대한 강력한 무장투쟁을 전개했다. 산촌공작대는 레드퍼지 정책에 대한 반발, 좌익에 대한 대대적인 탄압, 마오쩌둥의 인민전쟁론에 영향을 받아 조직되었다.
산촌공작대는 당국을 상대로 시가전을 펼치거나 심지어는 개별 테러 행위 공공연하게 펼치는 등 일본공산당 반대파들과 매우 날카롭게 대치했다.  그러나 이들의 폭력 위주의 투쟁 방식은 정작 농촌 주민들에게서 대다수 지지를 받지 못하였고, 1952년 일본공산당 공직 후보로 입후보한 후보자들이 제25회 일본 중의원 의원 총선거에서 전원 낙선하는 결과를 가져왔다.
그러나 이들중 소수는 농촌 주민들에게 무료 의료 봉사를 하거나, 문화예술을 통한 지주의 만행을 풍자한 지지거 인형극 등으로 빈농과 부락민들에게 환심을 샀고, 이들의 지지를 바탕으로 무장투쟁을 광범위하게 전개했다. 이들은 1995년 일본공산당이 무장투쟁을 포기하는 와중에도 혁명노선을 고수하며 일본 신좌파의 마르크스-레닌주의 세력을 형성하였다.

## 역사
1949년 11월, 중국의 류소기는 중국식 무장투쟁 방식을 일본을 포함한 아시아 전체에 확장하는 견해를 내놓았다. 이것은 소련의 이오시프 스탈린과 상담한 내용이었다.
1950년 6월 4일, 제2회 참의원의원 통상선거에서 일본공산당 후보 3명이 당선되었지만 동년 6월 6일 맥아더는 일공당 중앙위원 24명의 숙청을 명령하고 정치활동을 금지했다. 일공당 서기장 토쿠다 큐이치 등은 이 탑압을 자신의 당지배를 실현할 좋은 기회로 삼아 정치국회의와 중앙위원회를 개최하지 않고 당규에 없는 절차로 "임시중앙지도부"를 지명했다. 토쿠다 패거리는 의견이 다른 미야모토 겐지 등 7명의 중앙위원을 배제하고 비공공연한 체제에 들어갔다.
레드 퍼지 이후 중국으로 망명한 토쿠다는 북경기관을 설치하고 1951년 2월 23일의 제4회 전국협의회(사전협)에서 반미무장투쟁방침을 결정, 중국공산당의 항일전술을 모방하여 산촌지역 농민을 중심으로 전국의 농촌에 해방구를 조직할 것을 지령했다.
동년 10월 16일 제5회 전국협의회(오전협)에서는 “일본의 해방과 민주적 변화를 평화로운 방법으로 달성할 수 있다는 생각은 잘못”이라며 “농촌지역에서의 게릴라 전쟁”을 규정한 「일본공산당의 당면요구 - 새로운 강령」을 채택했다. 소위 51년 강령이다. 그리고 “우리는 무장 준비와 행동을 시작해야 한다”고 군사 방침이 발표되었다.
이에 따라 산촌공작대, 중핵자위대 등 비공개 조직들이 만들어져 각지에서 열차 폭파, 파출소 방화, 경찰 테러 등 무장투쟁을 전개했다. 이에 1952년 7월 일본 정부는 공산당의 무장투쟁을 단속하기 위해 파괴활동방지법을 제정, 시행했다. 직접적인 화염병 투쟁은 1952년 여름부터 막바지에 이르렀지만, 군사방침은 계속되어서 농촌에서 활동이 이어졌다.
산촌공작대 정책은 지역 실정과 동떨어진 것으로서, 주민들의 지지를 거의 얻지 못했다. 예외는 의사의 순회진료가 그나마 활동 지역에서 호감을 받았지만, 봉건 지주를 공격하는 그림연극 따위의 문선활동은 받아들여지지 않았고, 기관지나 삐라 살포는 그대로 경찰에게 전달되었다. 산촌공작대의 활동은 전혀 성과를 거두지 못하고 경찰의 단속으로 소멸되었다. 적발을 피한 대원 일부는 바구니를 끼고 산으로 들어가 자활의 길을 목표로 했지만 당의 보급을 받지 못하고 방치된 채 자연소멸했다.
이 운동방침은 여론으로부터도 비판을 받아 1952년 10월의 제25회 중의원의원 총선거에서 공산당 후보는 모두 낙선했다. 공산당은 1955년 1월 1일 무장투쟁은 “극좌모험주의”였다고 자아비판을 하고 동년 7월 29일 제6회 전국협의회(육전협)에서 중국식 무장투쟁을 부정하였다.
현재 일본공산당은 이 시절을 “오전협 정책은 종파(소감파)에 의한 당 분열과 당기관 탈취, 소련과 중국의 무장노선 강압에 의해 태어난 것으로, 당이 공식적으로 채택한 적이 없다. 소감파에 의한 당의 분열과 극좌모험주의는 심각한 잘못이었다”라고 평가하고 있다. 육전협 이후 공산당은 무장투쟁 노선의 잘못을 인정하고 새로운 정책을 지지하여 성실하게 노력할 의사가 있는 당원은 배제하지 않는다는 방침을 취했다. 이러한 공산당의 평화혁명 노선으로의 전환을 받아들이지 못한 사람들이 일본 신좌파의 기원이 되었다.